# Kaithi

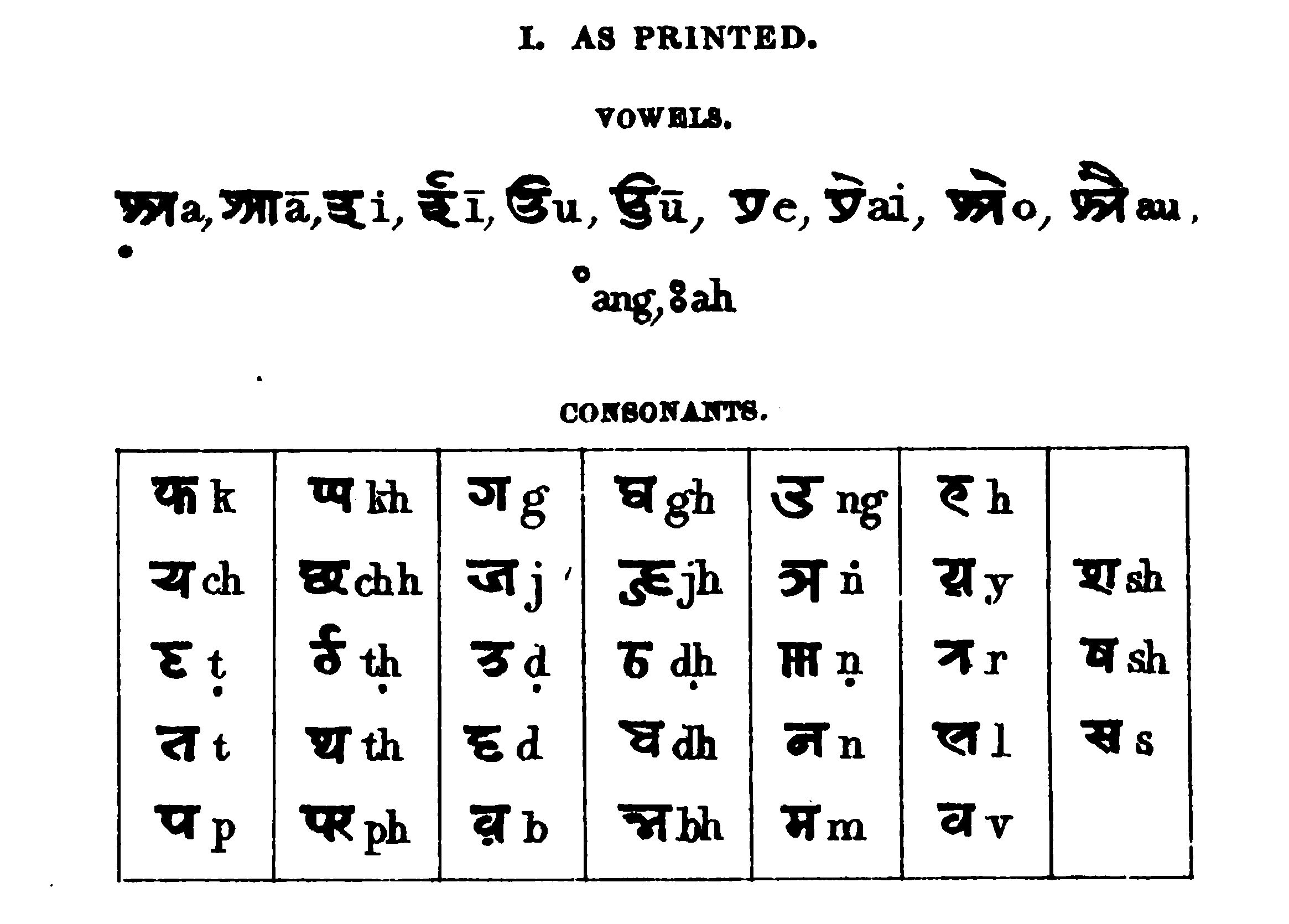
Wersja drukowana pisma kaithi

Kaithi odręczne

Kaithi (कैथी) – alfabet sylabiczny szeroko używany od XVI do XIX w. jako oficjalny system pisma w północnych Indiach do zapisu dokumentów sądowych i handlowych w lokalnych językach maithili, magadhi i bhodźpuri. Nazwa pochodzi od przymiotnika kayasthi, związanego z kastą kayastha, zawodowych skrybów, zatrudnianych na dworach lokalnych władców. W późniejszym okresie alfabet ten został wyparty przez blisko z nim spokrewnione pismo dewanagari, jednak kaithi pozostaje nadal w użyciu w ograniczonym zakresie.